# Karl-Heinz Rusche
Karl-Heinz Rusche (* 19. Januar 1941 in Recklinghausen) ist ein deutscher Politiker und ehemaliger Landtagsabgeordneter für die SPD.

## Leben
Nach dem Schulbesuch absolvierte er eine kaufmännische Ausbildung und war als kaufmännischer Angestellter beschäftigt. Mitglied der SPD war er ab 1958 bis zu seinem Austritt am 17. Juni 2004.
Vom 30. Mai 1985 bis zum 2. Juni 2005 war Rusche Mitglied des Landtags des Landes Nordrhein-Westfalen. Er wurde jeweils in den Wahlkreisen 083 Recklinghausen III bzw. 084 Recklinghausen IV direkt gewählt. Bei der Landtagswahl 2005 kandidierte er als Einzelbewerber im Landtagswahlkreis Recklinghausen IV, erreichte aber nur noch 1,3 % der gültigen Stimmen und schied so aus dem Landtag aus.
Dem Stadtrat der Stadt Oer-Erkenschwick gehört er ab 1969 an. Bis 2004 war er Mitglied und langjähriger Vorsitzender der SPD-Fraktion und danach als Fraktionsvorsitzender der Bürgervereinigung Oer-Erkenschwick (BOE), für die er in den Jahren 2004 und 2009 erfolglos als Bürgermeisterkandidat antrat. Im Kreistag des Kreises Recklinghausen war er ebenfalls Mitglied. Bei der Kommunalwahl 2009 trat er auf dem dritten Listenplatz der als rechtspopulistisch eingestuften Unabhängigen Bürgerpartei (UBP) an, für die bis dahin der fraktionslose und vormalige CDU-, Schillpartei-, Pro-Bürger-Partei und Soziale-Bürger-Partei-Politiker Borsu Alinaghi aus Herten im Kreistag vertreten war, und verpasste knapp den Einzug.